# تلمبه سید رضا امینایی
تلمبه سید رضا امینایی یک منطقهٔ مسکونی در ایران است که در دهستان کویرات (کرمان) واقع شده‌است. تلمبه سید رضا امینایی ۴۶ نفر جمعیت دارد.